# Жанабірлік (Железинський район)
Жанабірлі́к (каз. Жаңабірлік) — село у складі Железинського району Павлодарської області Казахстану. Входить до складу Веселорощинського сільського округу.
Населення — 33 особи (2021; 114 у 2009, 159 у 1999, 255 у 1989).
Національний склад станом на 1989 рік:
- казахи — 100 %.